# Flaschentragen
Das Flaschentragen oder das Trinken aus des Büttels Flasche war eine Form der Bestrafung für Frauen in der Stadt Bautzen nach verbalen und körperlichen Auseinandersetzungen im Mittelalter bis Ende des 17. Jahrhunderts.
Hierfür wurde den betroffenen Frauen als Strafe ein Schandstein in Form einer runden Flasche an einer eisernen Kette um den Hals gehängt, den sie durch die Stadt tragen mussten. Auf der steinernen Flasche waren zwei zankende und sich drohende Frauen abgebildet, über denen der nachfolgende Vers stand:
Wenn sich Magd und Weiber schlagen, müssen sie die Flaschen tragen.
Diese Strafe diente der innerstädtischen Sozialdisziplinierung, indem sie darauf abzielte, öffentliches Fehlverhalten zu sanktionieren und dadurch die Einhaltung sozialer Normen und Ordnung zu gewährleisten. Darüber hinaus fungierte sie als Instrument der gesellschaftlichen Diskriminierung, indem sie insbesondere Frauen öffentlich demütigte und ihre soziale Stellung weiter schwächte.
Die Schandsteine wurden zur Ermahnung öffentlich an der Ecke des Gewandhauses über dem Pranger aufgehängt. Wahrscheinlich wurde diese Form der Bestrafung in Bautzen zuletzt am 13. Oktober 1678 angewandt, bei der eine Bettlerin den Schandstein drei Mal um das Rathaus tragen musste.
Das Flaschentragen wurde wahrscheinlich auch in anderen Orten angewandt, da auch für den rund 20 Kilometer entfernten Ort Bischofswerda überliefert ist, dass dort 1648 am Rathaus zwei Flaschensteine zur Ermahnung angebracht wurden.